# Мудоун
Мудо́ун (бирм. မုဒုံမြို့) — город в южной части Мьянмы, на территории штата Мон. Административный центр одноимённого района, входящего в состав округа Моламьяйн.

## Географическое положение
Город находится в центральной части штата, к востоку от устья реки Салуин, на расстоянии приблизительно 422 километров к юго-юго-востоку (SSE) от столицы страны Нейпьидо. Абсолютная высота — 17 метров над уровнем моря.

## Население
По данным официальной переписи 1983 года численность населения составляла 44 492 человек.

## Транспорт
Ближайший аэропорт находится в городе Моламьяйн.